# Arapiles (Madrid)
Arapiles es un barrio perteneciente al distrito de Chamberí de Madrid. Está limitado por las calles Blasco de Garay (al oeste), Cea Bermúdez (al norte), Bravo Murillo y San Bernardo (al este) y la calle Alberto Aguilera (al sur).
Arapiles conforma, junto con los barrios de Gaztambide, Trafalgar, Almagro, Ríos Rosas y Vallehermoso, el distrito madrileño de Chamberí.

## Transportes

### Cercanías Madrid
Ninguna estación da servicio al barrio. Las más cercanas son Sol (C-3 y C-4, barrio de Sol, distrito Centro) a la que se puede llegar mediante la línea 2 de metro, y Recoletos (C-2, C-7, C-8 y C-10, barrio de Almagro) a la que se puede llegar mediante las líneas 4 de metro y 21 de EMT.

### Metro de Madrid
El barrio es servido por las líneas 2, 4 y 7:
- La línea 2 recorre Bravo Murillo con paradas en Canal, Quevedo y San Bernardo
- La línea 4 recorre Alberto Aguilera con parada en San Bernardo
- La línea 7 recorre Cea Bermúdez con parada en Canal

### Autobuses
Dentro de la red de la Empresa Municipal de Transportes de Madrid, las siguientes líneas prestan servicio:
| Línea | Terminales                          |
| ----- | ----------------------------------- |
| 2     | Manuel Becerra – Reina Victoria     |
| 3     | Puerta de Toledo – San Amaro        |
| 12    | Cristo Rey – Pº Marqués de Zafra    |
| 16    | Moncloa – Pío XII                   |
| 21    | Pº Pintor Rosales – Bº El Salvador  |
| 37    | Cuatro Caminos – Puente de Vallecas |
| 61    | Moncloa – Narváez                   |
| 147   | Callao – Barrio del Pilar           |
| 149   | Tribunal – Plaza de Castilla        |
| N23   | Cibeles – Montecarmelo              |